# NN-90
La carretera NN‑90 es una vía colectora secundaria ubicada en el municipio de La Dalia, en el departamento de Matagalpa. Esta ruta une varias comunidades rurales con la cabecera municipal y con la carretera NIC-3, siendo clave para el transporte agrícola.

## Trazado y cruces
| km   | Localidad / Punto   | Departamento | Conexión / Ruta |
| ---- | ------------------- | ------------ | --------------- |
| 0,0  | El Carrizal         | Matagalpa    | Camino rural    |
| 7,2  | Comunidad El Carmen | Matagalpa    |                 |
| 13,4 | La Dalia            | Matagalpa    | NIC 3 , NN 89   |

## Coordenadas
Uno de los tramos de la NN‑90 puede ser encontrado en las coordenadas: 13°09′32″N 85°40′31″O / 13.1588, -85.6753